# Anplagghed
Anplagghed è uno spettacolo teatrale del trio di comici Aldo, Giovanni e Giacomo, con la partecipazione di Silvana Fallisi.
Lo spettacolo, il cui titolo è una trascrizione storpiata della pronuncia del termine inglese unplugged, che in italiano significa scollegato, ha debuttato il 3 febbraio 2006 a Fabriano, in provincia di Ancona. I tre comici, autori e interpreti dei loro sketch, raccontano la quotidianità surreale di una grande città. I personaggi sono di volta in volta vecchiette derubate, improbabili spacciatori, teppisti imbranati, vicini di casa litigiosi.
Le scenografie sono in parte fisse in parte filmati proiettati, in stile fumettistico, realizzati da Rinaldo Rinaldi. Le musiche originali, che spaziano dal rock alla tarantella, dallo ska alla big band hollywoodiana, sono state composte da Gino Marcelli ed eseguite da Antonio Fusco (batteria). Lo spettacolo ha fatto tappa nel 2006 ad Ancona, Torino, Genova, Napoli, Verona, Bologna, Firenze, Milano, Latina, Palermo e Roma. Arturo Brachetti firma la regia come consueto. Valerio Bariletti, Cesare Alberto Gallarini e la Gialappa's Band hanno contribuito alla stesura dei testi.

## Trama

### L'arrivo sulla Terra
Lo spettacolo inizia con lo sbarco su un pianeta sconosciuto della navicella spaziale Enterprise (il cui nome è un omaggio all'omonima navicella presente nell'universo di Star Trek), governata da due ufficiali umani piuttosto ingenui, il comandante Giovanni e il primo ufficiale Aldo, e da un robot dall'insopportabile atteggiamento saccente, Flander (Giacomo). L'equipaggio è stato incaricato della ricerca di un pianeta ospitale con delle forme vitali non ostili su cui poter trasferire l'intera umanità, a rischio di estinzione per colpa dell'aumento di monossido di carbonio nell'atmosfera. Dopo aver effettuato alcune improbabili rilevazioni, i tre decidono di tornare alla base per analizzare meglio i dati, ma Irina, la donna che li accompagna (Silvana), che è stata arruolata appositamente per "sollazzare gli ufficiali" e invece va d'accordo soprattutto con il robot, è scesa dall'Enterprise senza che sull'astronave vi fossero altre persone e dimenticando a bordo le armi: finché il server del raggio teletrasportatore non verrà riparato, i quattro non potranno risalire sulla nave e dovranno quindi restare sul pianeta. Volenti o nolenti, gli ufficiali e il robot decidono quindi di richiamare uno schermo olografico e di utilizzarlo per mostrare alle forme di vita aliene presenti sul pianeta (rappresentate dal pubblico) alcuni filmati della vita quotidiana degli umani sulla Terra, nello specifico all'interno di un quartiere periferico di una grande città.

### Bancomat
La prima situazione si svolge durante una fila davanti a uno sportello bancomat: Silvana e Giorgio Stramaroni (Giacomo) attendono che Aldo prelevi dei soldi, tuttavia egli non riesce a ricordarsi il codice segreto e per questo chiama sua suocera a casa, chiedendole di cercare il codice in un pupazzo di suo figlio e in una delle Barbie di sua figlia (nominando alcune strane ed insolite versioni immaginarie della famosa bambola, come Barbie Baldracca e Barbie Alcolista). Dopo vari equivoci, si scopre che il codice è il semplice 12345.
Poco dopo arriva Giovanni, nelle vesti di un tatuatore tossicodipendente con diversi cani al guinzaglio, che hanno dei nomi lunghi e assurdi e con cui ha vinto anche dei concorsi. Silvana ammira i numeri del cane partecipante ai concorsi, mentre Stramaroni, ultimo in coda al bancomat, ha perso la pazienza dopo poco tempo, iniziando ad urlare, ed è infastidito anche dall'atteggiamento di Silvana, che ha continuato a mantenere una calma ed una spensieratezza irragionevoli di fronte all'enorme sbadataggine di Aldo, facendo domande dalla risposta ovvia e descrivendosi come un'appassionata di yoga e medicina alternativa, tanto che a un certo punto Stramaroni le chiede indirettamente se faccia anche lei uso di sostanze stupefacenti («Ma voi due vi siete conosciuti a San Patrignano?»). Aldo, dopo circa trenta minuti, riesce a completare la transazione, ma nel frattempo Stramaroni ha approfittato della distrazione di Silvana e l'ha superata nella fila, prelevando in pochi secondi il suo denaro. Questo gesto inappropriato viene però punito da una gazza ladra, addestrata proprio da Giovanni, che ruba a Stramaroni il denaro.

### Museo d'arte moderna
Aldo, Giovanni e Giacomo si recano in un museo d'arte moderna in cui sono esposte diverse opere d'arte piuttosto assurde e difficilmente apprezzabili. Giacomo è un rispettoso, isterico ed arrogante esperto d'arte che cerca di spiegare i concetti fondamentali della materia agli amici, ma senza successo. Aldo è ignorante e, tentando di scherzare e di fingersi esperto, commette un errore dietro l'altro: non capisce le differenze tra cubismo e realismo, guarda da molto lontano un quadro che va visto da vicino e definisce lo stesso quadro monocromatico quando presenta tutta la tavolozza dei colori. Giovanni appare più serio e disposto ad imparare, ma nemmeno lui ottiene risultati, in quanto prima si siede su una scultura "distrutturalista" di una sedia che crede una sedia reale e poi commette l'errore opposto, scambiando, assieme ad Aldo, un estintore vero per un'opera d'arte che rappresenta un estintore. Giacomo poi illustra ai due un esempio dei tagli nella tela di Lucio Fontana (realmente esistenti), ma i due li credono un atto di vandalismo e si indignano, dando vita a una lunga discussione, caratterizzata da una lunga serie di frasi insensate di Aldo, in cui criticano il sistema, accusandolo di essere troppo tollerante verso chi non rispetta le regole, e ricevono insulti da Giacomo, che li definisce "due bestie". In seguito a ciò, Aldo e Giovanni hanno un breve diverbio su chi dei due sia più ignorante dell'altro.
Poco dopo, durante un'accesa discussione sull'improbabile opera "coinvolgistica" di un artista belga (una grossa cornice lasciata vuota in modo che l'osservatore vi possa vedere quello che desidera, improvvisandosi artista a sua volta), che Aldo e soprattutto Giovanni non riescono a comprendere, Aldo infila la testa in una scultura dell'artista Jean Tinguely e vi resta incastrato: dopo essere stato sgridato e schiaffeggiato con il libretto del museo da Giacomo, si taglia un orecchio e Giovanni tenta di medicargli la ferita con un fazzoletto su cui ha sputato, mentre Giacomo, molto arrabbiato, prende dalla borsa una siringa per fargli un'iniezione di richiamo antitetanico (in quanto la scultura è realizzata con ferri arrugginiti di recupero) ma sbaglia sia la siringa che la persona, in quanto prima fa la puntura a Giovanni, poi riesce a farla ad Aldo ma si accorge di avergli iniettato una dose di anti-rabbia. Provano poi a usare della schiuma da barba, anch'essa in possesso di Giacomo, come lubrificante, come quando si fa uscire un anello dal dito usando del sapone, ma Giovanni sbaglia di nuovo ed estrae l'anello, e non la testa, di Aldo. In quel momento gli altoparlanti del museo annunciano che l'edificio sta per chiudere per il fine settimana ed i sistemi di allarme saranno attivati immediatamente: Giovanni e Giacomo si dileguano, mentre Aldo resta dentro, fa scattare l'allarme e rimane poi chiuso nel museo fino al lunedì successivo.

### Zia Caterina
Questa parte è composta da tre sketch distinti non consecutivi; Aldo e Giacomo interpretano due ladri complici che tentano una truffa ai danni di Caterina, anziana e ricchissima signora che vive sola in casa (interpretata da Giovanni con un seno finto), usando il tipico sistema di fingersi emissari di enti vari.
Nel primo spezzone Giacomo si presenta come un dipendente dell'azienda municipale del gas, chiamato ad evacuare il palazzo in cui Caterina abita per una fuga di gas inodore e letale. Caterina non si convince e non lo lascia entrare, allora Giacomo la fa parlare per telefono (usando quello che descrive come un cellulare GPRS a comando vocale, in cui è chi chiama a dover fare gli squilli) con il suo capo (Aldo), geometra promosso al ruolo di ingegnere in quell'istante, il quale però commette un grande errore: anziché parlarle della fuga di gas le dice che le è stata avvelenata la falda acquifera. Caterina capisce la truffa e, infuriata, prende un fucile e spara a Giacomo.
Nel secondo atto Giacomo impersona Padre Alfredo, nuovo sacerdote della parrocchia locale ed ex missionario a Kuala Lampur, che per superare la reticenza di Caterina la fa parlare al telefono (ancora con il GPRS a comando vocale) con Aldo, il quale si spaccia per don Luigi, il parroco, nominato proprio in quel momento prima vescovo e poi cardinale nel giro di un minuto. I due lestofanti tuttavia commettono per la seconda volta un grosso errore: mentre Giacomo dice di voler entrare per la benedizione natalizia (anche se è quasi Pasqua), Aldo dichiara che "l'abdepto" è un esorcista venuto perché nel sifone del lavandino della signora si sarebbe annidato il demonio. Caterina quindi capisce l'inganno ed inizia a sparare con il fucile al finto prete.
Nel terzo sketch, infine, Giacomo si spaccia per un sergente della Polizia che fa irruzione nella casa di Caterina dicendole che l'assegno bancario della sua pensione mensile che lei ha appena ritirato sarebbe falso e vorrebbe ritirarglielo per farlo sostituire con quello valido. La donna non è convinta, allora Giacomo, per mezzo del solito cellulare a comando vocale, contatta Aldo, nelle vesti del questore, che inizialmente crede di essere stato chiamato da un vero poliziotto a causa della truffa in atto e si impaurisce; successivamente Aldo parla con Caterina e i due capiscono di essere parenti riconoscendosi come zia e nipote, in quanto l'assegno è intestato al defunto marito di Caterina, descritto come il Mago G degli spot pubblicitari della Galbusera, di cui Aldo è il nipote. La situazione quindi si ribalta: Aldo urla alla zia di correre ai ripari in quanto quello che ha in casa è un malvivente, quindi Caterina spara ancora a Giacomo con il fucile, colpendolo in pieno.

### La Vespa
Aldo, fingendosi appassionato di vecchie moto, tenta di rubare un ciclomotore (un Vespino del 1956) di proprietà di Giovanni, che subito se ne accorge, apparendo dalla finestra di casa. Mentre i due stanno discutendo, arriva un vigile (Giacomo) a richiamarli dicendogli di abbassare le voci. Giovanni prova a denunciare il tentativo di furto, ma nel farlo finisce per discriminare Aldo in modo razzista, deridendolo per il suo essere siciliano di Gela. Casualmente, però, anche la madre del vigile si scopre essere di Gela, quindi il responsabile dell'ordine, offeso (anche se dal proprio canto continua a chiamare Aldo con nomi di stati africani), ribalta la situazione e multa Giovanni per il parcheggio del ciclomotore in sosta vietata e per due aggravanti fatti notare da Aldo, cioè il fanale rotto e la targa infangata e illeggibile.
Giacomo quindi chiede a Giovanni i documenti di circolazione del mezzo, e Giovanni compare in scena su una sedia a rotelle dicendo di avere una temporanea paralisi delle gambe di cui è affetto solo nel primo pomeriggio, dopo aver fatto il pisolino pomeridiano con il gatto sulla pancia, dicendo di possedere un gatto che pesa 74 kg. Inizialmente costernato, Giacomo in seguito ad una serie di battute si scoccia e multa ulteriormente Giovanni per non aver fatto un cambio di residenza anagrafico (la via in cui si trovano non è quella indicata sui documenti). Aldo finge di essere gravemente ferito per una lieve botta sulla spalla datagli dall'adirato Giovanni, e per una battuta spiritosa di troppo il vigile decide di sequestrare la Vespa.
Nel mentre Aldo riesce a prendere le chiavi della moto dalla mano di Giacomo in un momento di distrazione e scappa, mentre gli altri due iniziano un vertiginoso inseguimento "pilotando" la sedia a rotelle (dotata di motore). Durante l'inseguimento scoppia un temporale e il furfante, alla fine, sbanda, cade dalla moto e muore.

### Bungee Jumping
Aldo e Giovanni decidono di fare del bungee jumping e si posizionano sul terrazzo più alto di un grattacielo di 30 piani per preparare lo zaino con la corda elastica. All'inizio Giovanni, pur avendo intenzione di buttarsi, è messo in difficoltà dalle unità di misura anglosassoni, conosciute e usate con disinvoltura da Aldo (a sua detta nel jumping si usa sempre tale modo di misurare).
Durante i preparativi per i lanci arriva a raggiungerli il vecchio Peppino (Giacomo), nonno in affido che Giovanni ha acquisito tramite una firma che credeva essere per le elezioni politiche. Peppino, che chiama Giovanni "Federico" e soffre di alcolismo, flatulenze (Giovanni dice di lui che "beve come un lupo" e "scoreggia come una locomotiva"), Alzheimer e di un'altra malattia che Giovanni inizialmente non ricorda, dichiara di aver preso parte alle due guerre mondiali, alle guerre puniche e ad alcune crociate, semplicemente perché gli piace combattere e sparare, di essere stato compagno di classe di Napoleone, che era un somaro e gli copiava i compiti. Il vecchietto è inoltre razzista contro i meridionali e non riesce ad avere un dialogo con Aldo, il quale si mostra irrispettoso a sua volta, chiedendogli cose inadeguate, ad esempio informazioni sulla famiglia quando Peppino non ha famiglia, essendo in affido.
Giovanni fa diversi salti con ottimo successo, non prima di essersi allarmato per un'imprudenza nella preparazione (la corda che non era stata fissata) che avrebbe potuto portarlo alla morte, e riesce a recuperare diversi oggetti dalla strada sottostante. Poco dopo, però, mentre Aldo e Giovanni sono distratti, Peppino, che già in precedenza aveva tentato senza successo di convincere Giovanni a farlo partecipare al bungee jumping, si lega alla corda e si getta dal terrazzo. Gli altri due si accorgono che non torna su, tirano la corda e trovano solo una gamba del vecchietto, mentre Giovanni si ricorda e afferma, spiegando il fatto, che l'ultima malattia di cui Peppino soffriva era l'osteoporosi.

### Il passaggio di mano
Su un marciapiede si incontrano Cosimo (Aldo) ed Ignazio "Mano di Velluto" La Trota (Giovanni), due membri di una gang malavitosa specializzata nel traffico di sostanze stupefacenti, guidata dal boss Scasazza, il cui nome non deve mai essere pronunciato. Nelle vicinanze si trova il sergente Galbiati (Giacomo), un poliziotto in pattugliamento, che sospetta che i due stiano tramando qualcosa di losco. I due imbranati spacciatori colloquiano e si accordano per incontrarsi a mezzanotte.
A mezzanotte Cosimo, consigliato da Scasazza, tenta di farsi passare da Ignazio della cocaina, nascosta in un pacchetto da fiammiferi, con uno strano metodo, un "passaggio di mano" fatto tramite un colpo di gomito, di cui Ignazio è notoriamente molto esperto, mentre a Cosimo proprio non riesce. Quando sopraggiunge il poliziotto, Cosimo lo urta al gomito e si convince di avergli passato inavvertitamente la droga. Cosimo prova quindi a distrarre Galbiati (chiedendogli di accendere una sigaretta e spostando il viso quando si accende la fiamma, facendo innervosire il sergente) mentre Ignazio gli fruga nelle tasche, ma non riesce a trovare il pacchetto; alla fine Cosimo si accorge che in realtà lo aveva sempre avuto in tasca, ma stupidamente lo estrae davanti al poliziotto, il quale se ne accorge e vede la polverina bianca. Cosimo confessa che è cocaina pura che gli è stata data da Ignazio, che verrà quindi preso a manganellate da Galbiati.

### Poker
Aldo, Giovanni e Giacomo giocano a poker a casa di Giovanni. Il padrone di casa mostra un comportamento inflessibile e dittatoriale, che lo porta ad ignorare le lamentele di Aldo e Giacomo relative al fatto che metà della casa è alla temperatura di 60 gradi a causa del calorifero guasto e l'altra metà a temperature polari a causa della porta del frigorifero sempre aperta, nonché il fastidio causato prima dallo squillare del cellulare (a chiamare era qualcuno che ansimava) e poi dal suono del campanello della porta.
A un certo punto Aldo e Giacomo riescono a convincere Giovanni ad andare alla porta ad aprire (erano dei testimoni di Geova) e, mentre ciò accade, cambiano le proprie carte e il posto a sedere, ma Giovanni, quando torna, se ne accorge e li fa tornare dove erano prima. In seguito i tre iniziano a barare: Giacomo convince gli altri che, essendo mazziere, per regola può darsi 6 carte anziché 5 per poi scartare la più brutta, Aldo tenta continuamente di rubare le fiches dal piatto e si giustifica mostrando un certificato di cleptomania che, essendo cleptomane, ha rubato a uno sconosciuto, mentre Giovanni decide gran parte delle regole del gioco e guarda di nascosto le carte ad Aldo usando uno specchietto fissato alla sedia e dicendogli di tenerle sollevate per non fargliele vedere. Dopo la confusione dei risultati di fine gioco, al quale sembra vincere Giacomo, i tre se ne vanno perché è ora di andare a lavorare.
Il pezzo ha goduto di ulteriore popolarità dopo che ne è stato diffuso un video di una delle prime esecuzioni in cui Aldo, Giovanni e Giacomo non riuscivano a recitare in modo corretto le battute in quanto scoppiavano continuamente a ridere, finendo per distrarsi con battute improvvisate sul momento e per tentennare sulla prima battuta prevista dal copione per oltre 5 minuti.

### Terremoto
Su un altro marciapiede c'è una famiglia composta da Mario (Giovanni), sua moglie Graziella (Aldo) e suo suocero (Giacomo). Tra loro tre nessuno lavora e la famiglia si mantiene solo grazie alla pensione di Giacomo. La famiglia è scampata ad un forte terremoto ed è costretta a stare all'addiaccio in strada, perché la casa è in piedi in maniera precaria.
Graziella supplica più volte Mario di tornare in casa, per rispondere al telefono che squilla (dimenticandosi che aveva avviato lei la chiamata) e per prendere gli oggetti più inutili: una coperta, il frigorifero per una bottiglia di Mapo Mapo (per Giacomo, che aveva sete) ed un pianoforte (quello dei vicini, finito nel loro appartamento a seguito del crollo di un muro). Ogni volta che Mario va c'è una scossa, quindi lui rischia più volte la vita. Alla fine Graziella, mentre Mario suona il pianoforte e canta, si accorge che, nonostante tutti gli oggetti inutili recuperati e il rischio corso, hanno dimenticato in casa la bambina.

### La notte degli Oscar
Aldo, Giovanni e Giacomo entrano in scena annunciati dalla presentatrice Silvana e scortati da un addetto alla sicurezza (Alessandro Betti). È il fatidico momento della scoperta del vincitori: la presentatrice, non riuscendo ad aprire la busta a causa dei guanti, la strappa. Il Trio è proclamato vincitore, ma vengono chiamati sul palco solo Aldo e Giacomo, quindi Giovanni, confuso, pensa che ci sia stato un errore. Arriva il premio, portato dal valletto (Arturo Brachetti): Aldo e Giacomo esultano, con il primo che alza il trofeo, ma viene richiamato da Giovanni in quanto non indossa la camicia.
È il turno dei ringraziamenti: il primo è Giacomo, che inizia a dire che non sarebbe la stessa persona senza un grande amico, che gli ha insegnato anche alcune mosse iconiche, in particolare i Bulgari e Tafazzi. Giovanni è convinto che stia parlando di lui, tanto che si alza per andare sul palco, ma invece viene nominato Marco Fischioni, uno spettatore presente tra il pubblico: questo fa innervosire Giovanni, che viene trattenuto dall'addetto alla sicurezza. Tocca ora ad Aldo, il quale ringrazia la persona che gli ha insegnato molti valori (tra cui la paranza e la militanza), ma soprattutto che quando ebbe un incidente in auto gli donò un rene anche se non necessario, perché si era solo escoriato un sopracciglio. Questo, unito alla rivelazione che tale rene si trovi in una banca degli organi e che lui e Giacomo percepiscano gli interessi, potendosi permettere di farsi vacanze sessuali a Cuba, fa innervosire ulteriormente il collega (piscio un giorno sì e un giorno no per 'sta storia!). Anche in questo caso, non è Giovanni la persona ringraziata, bensì Mario Ortensi (Paolo Guerra), scatenando ulteriormente le ire di Giovanni.
La presentatrice annuncia che è necessario chiamare una terza persona: Giovanni, temendo di non essere lui neanche questa volta, approfitta di un momento di distrazione dell'addetto alla sicurezza e riesce a correre sul palco. A quel punto inizia a rinfacciare ai suoi colleghi quello che egli ha fatto per loro: la presentatrice prova a sdrammatizzare, Giovanni la insulta sostenendo che per essere lì deve essere andata a letto con qualcuno (Aldo, e poi Giacomo, alzano la mano). Giacomo e Aldo gli dicono quindi di calmarsi, prendono la busta e gli fanno leggere il contenuto: Giovanni scopre così che la terza persona è proprio lui e i colleghi lo rimproverano perché la serata era dedicata interamente a lui e lui l'ha rovinata con la sua impulsività. Anche la presentatrice lo rimprovera, con Giovanni che non solo ribadisce quanto affermato prima, ma alza la mano assieme agli altri colleghi. Aldo, a questo punto, riconsegna il rene a Giovanni, che sviene.

### My Way
A questo punto il software dell'astronave Enterprise viene riparato ed i quattro astronauti possono finalmente risalire a bordo e tornare a casa, senza aver concluso nulla di rilevante riguardo al pianeta sconosciuto su cui erano arrivati. La convenzione interplanetaria di Kyoto li obbliga però a lasciare un segno tangibile del loro passaggio su ogni pianeta che visitano, e loro non sanno proprio cosa fare. Alla fine l'idea viene ad Aldo che, in un inglese maccheronico, si mette a cantare My Way di Frank Sinatra mischiandosi con il pubblico.

## Versione cinematografica
Lo spettacolo è stato ripreso in maniera cinematografica e trasformato in un film, intitolato Anplagghed al cinema e distribuito nelle sale italiane dal 24 novembre 2006. Da questa versione tuttavia sono stati tagliati alcuni sketch: mancano infatti Zia Caterina, il passaggio di mano, il poker e la notte degli Oscar (presenti come contenuti extra dell'edizione in DVD).

## Trasmissione televisiva
La versione teatrale di Anplagghed è stata trasmessa da Canale 5 nel gennaio 2008, in 2 puntate, comprensiva di alcune immagini di backstage non presenti nella versione cinematografica. Nella versione trasmessa su RSI LA1 mancano gli sketch di Zia Caterina e della partita a poker.